# Hoazinavis lacustris
Hoazinavis lacustris (лат.) — ископаемый вид птиц из семейства гоациновых (Opisthocomidae), найденный в Бразилии. Возраст остатков оценивается в 24—22 млн лет (верхний олигоцен и нижний миоцен). Описание сделала международная группа палеонтологов в составе Gerald Mayr (Германия), Herculano Alvarenga (Бразилия) и Cécile Mourer-Chauviré (Франция) по материалам, обнаруженным в 2008 году в формации Tremembé около Сан-Пауло.
Новый ископаемый вид Hoazinavis lacustris рассматривается в качестве древнейшего представителя гоациновых. Ранее найденный вид Hoazinoides magdalenae имеет возраст менее 15 млн лет: он происходит из среднего миоцена Колумбии. Из эоцена известны ещё два близких к гоацинам вида: Onychopteryx simpsoni (Аргентина; Cracraft 1971) и Foro panarium (Северная Америка; Olson, 1992).